# Brot (botànica)

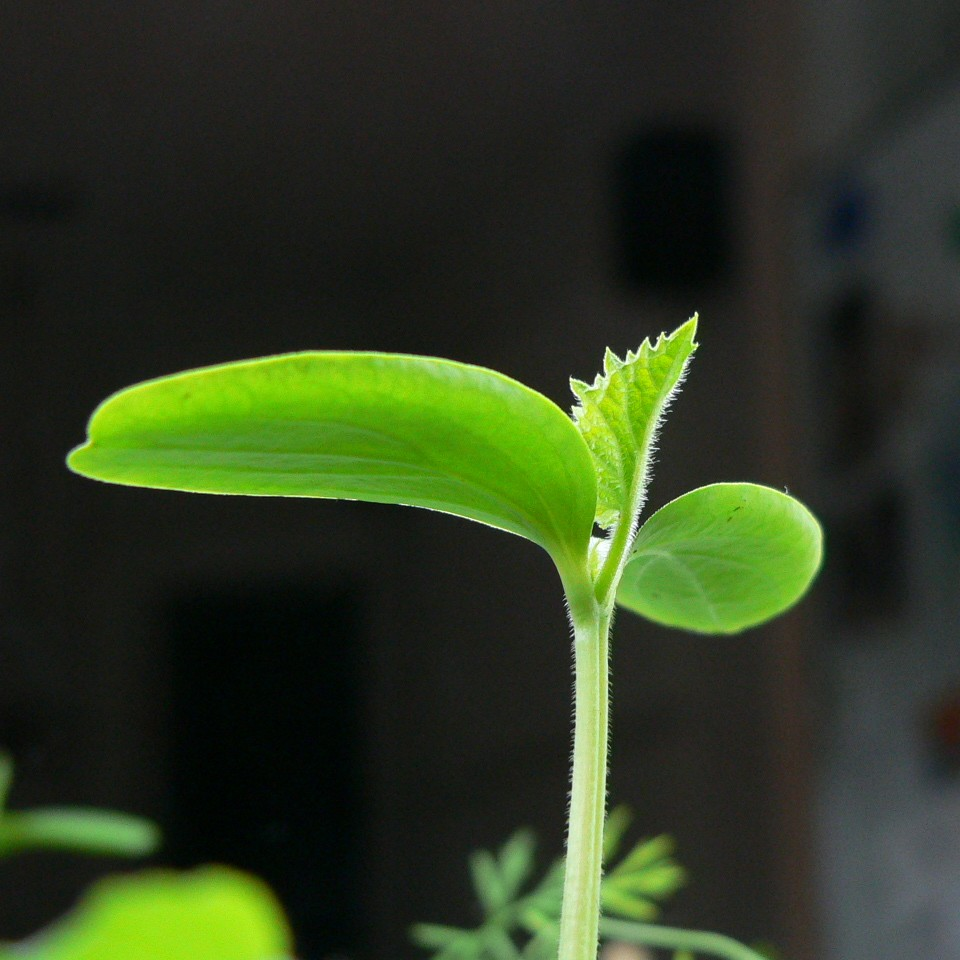
Brot de cogombre.

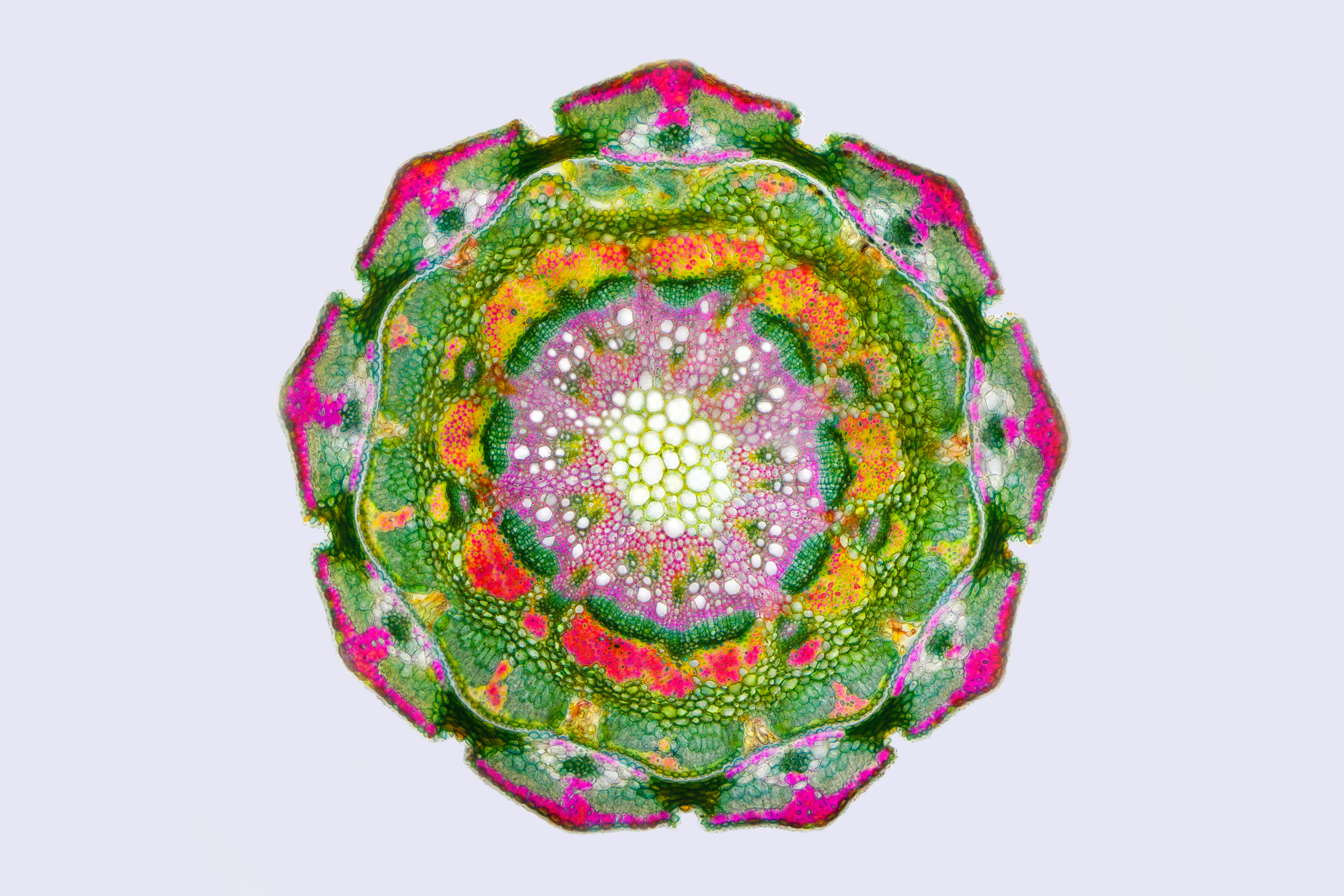
Vista microscòpica del perfil transversal d'un brot de Casuarina equisetifolia.

Un brot és la part nova que surt d'una planta. S'anomena rebrot el brot de nova formació, i ull quan que comença a sortir.

## Descripció
Un brot pot sortir de la llavor, com a part d'un procés de germinació, d'un tubercle o un bulb o bé d'una part d'una planta, com la tija o l'arrel.
Els brots poden incloure a més de la tija, que és la part principal i eix del brot, poncelles i fulles en procés de formació. Els tanys són brots que surten a la soca d'un arbre.
Els brots són més tendres que la planta ja formada, car llurs fibres naturals encara no han desenvolupat la paret cel·lular secundària. Tot i que sovint els brots són la part preferida del ramat quan pastura a la primavera, hi ha brots, com els de les falgueres del gènere Pteridium que són tòxics. Aquesta és una forma natural de protecció de la planta.